# ボルジェ・ミーラード
ミラード・タワー（ペルシア語: برج میلاد; Borj-e Mīlād）は、イランのテヘランにある塔。
2007年に建てられたテヘラン国際貿易コンベンションセンターの一部で、高さ435メートル。2010年現在、イランでもっとも高い建造物であり、世界でも7位に相当する。電波塔のほか、国際貿易センター、コンベンションセンター、ホテルが含まれている。